# Amata ploetzi
Amata ploetzi är en fjärilsart som beskrevs av Embrik Strand 1912. Amata ploetzi ingår i släktet Amata och familjen björnspinnare. Inga underarter finns listade i Catalogue of Life.